# Hans Ulrik Gyldenløve
Hans Ulrik Gyldenløve (10. marts 1615 på Kronborg – 31. januar 1645 sammesteds) var uægte barn af Christian IV, lensmand og underadmiral.
Han var gift med Regitze Grubbe. Regitze Grubbe var slægtning til Erik Grubbe på Tjele, Marie Grubbes far.
Ernst Normand blev udnævnt til hans værge af kongen.
Hans Ulrik Gyldenløve boede på Frederiksborg Slot, men måtte flytte til Kronborg i 1640, da han den gamle kommandant døde. På sin vej til Kronborg besøgte Gyldenløve adskillige kroer og bordeller, som han nærmest "udplyndrede" for kvinder, mad og drikke. Kong Christian IV modtog godt ti dage efter en regning på næsten totusinde rigsdaler, som Gyldenløve skyldte kroejeren.[kilde mangler]
Fra 1641 og frem til sin død var han kommandant af Kronborg.
Han er begravet i Vor Frue Kirke i København. Der findes et portrætmaleri på Rosenborg Slot. Et stort maleri af et dansende par (Frederiksborgmuseet) fra Vernø Kloster er fra gammel tid opfattet som portræt af Hans Ulrik Gyldenløve og hustru.